# Masturbazione e religioni
Le dottrine delle principali religioni rispetto alla masturbazione sono le seguenti:

## Nella Bibbia
Nessun riferimento esplicito alla masturbazione è presente nella Bibbia. Ciò si spiega comunemente con il fatto che il matrimonio si realizzava molto presto, e di conseguenza le energie della sessualità erano in genere incanalate in forma naturale.
L'unico riferimento è scritto in Galati 5, dove si parla in modo generico di impurità.
Infatti, dal verso 19 al 21, dice Paolo: Ora le opere della carne sono manifeste e sono: adulterio, fornicazione, impurità, magia, inimicizie, contese, gelosie, ire, risse, divisioni, sette, invidie, omicidi, ubriachezze, ghiottonerie e cose simili a queste, circa le quali vi prevengo, come vi ho già detto prima, che coloro che fanno tali cose non erediteranno il regno di Dio.

## Ebraismo
La visione ebraica è, come per tanti aspetti, oggetto di continua discussione perché, se da una parte si configura tramite questa azione una trasgressione al precetto negativo non mandare il tuo sperma al vento, di contro alcune correnti più progressiste ritengono la masturbazione, non solo del bambino, una scoperta naturale: dapprima non molto importante perché i genitali non danno un piacere così forte quanto la bocca o anche l'epidermide, ed in seguito legata alla scoperta della propria sessualità ed alla consapevolezza del proprio corpo. Entrambe le posizioni si basano sul racconto del Pentateuco il cui protagonista, Onan, praticava il coito interrotto ed è stato fatto morire da Dio.
Ma più correttamente si può dire che fu fatto morire da Dio perché, così facendo, impediva al fratello morto di avere una sua discendenza.

## Islam
L'idea di sessualità dell'Islam è tendenzialmente - ma non esclusivamente - riproduttiva. È infatti visto con favore anche il matrimonio che non possa produrre prole, a meno che una delle due parti contraenti taccia all'altra la sua impotentia coeundi o generandi, ed è pratica perfettamente legittima come limitazione delle nascite.
Il matrimonio è infatti considerato uno dei più solidi cardini del corretto vivere sociale ed è fondamentale per scansare la tentazione del piacere sessuale extramatrimoniale, considerato sregolato e smodato, ma è convincimento dei dottori della legge che, all'interno del rapporto di coppia eterosessuale, il piacere sia legittimamente perseguibile anche quando fine a sé stesso.
La tendenza giurisprudenziale è quella di condannare il ricorso alla masturbazione come una forma di "lussuria" (zinā’), ancora più grave della sodomia e delle pratiche sessuali con animali e l'esortazione maggiormente diffusa resta pertanto quella della continenza, qualora non si ricorra agli istituti raccomandati del matrimonio o del concubinaggio, quando si sia preda di indomabili pulsioni sessuali.
Una tradizione giuridica (ḥadīth) riportata dal pio Sa'īd ibn al-Jubayr - autore del Bihār al-anwār ("I mari delle luci"), vissuto al tempo della repressione in Iraq del governatore omayyade al-Hajjāj b. Yūsuf e morto nel 713-4 d. C./95 dell'egira, - afferma che il profeta Maometto avrebbe detto: «Allah Altissimo infliggerà una punizione a un gruppo di persone perché costoro hanno manipolato le loro parti intime».
Il noto teologo e mistico al-Ghazālī (m. 1111 d. C.), nella sua opera al-Qawl fī shawkat al-farj (Esposizione sul desiderio dell'atto sessuale), affermava che i «fini per cui al desiderio dell'atto sessuale è stata data signoria sull'uomo» sarebbero: «1) perché se ne percepisca il godimento e quindi per suo mezzo si misurino i godimenti dell'Aldilà; 2) perché si conservi la razza umana e permanga l'esistenza».

Dunque il godimento in quanto tale potrebbe essere cosa lecita perché prefigurativa delle future più intense gioie paradisiache riservate ai beati e perché esso sovraintende alla capacità generativa del genere umano e al suo obbligo di assolvimento.

«La lussuria - proseguiva al-Ghazālī - può esser causa di rovina per la religione e i beni temporali, se non la si controlla e non la si riconduce nei limiti della moderazione».
Una spiegazione sommaria potrebbe essere quella che - al pari dell'Ebraismo - le società islamiche antiche ricorrevano precocemente al matrimonio non appena i due contraenti fossero giunti alla pubertà e che era perfettamente legittimo l'istituto del concubinaggio. Tutto ciò, a detta di certi studiosi, avrebbe ristretto fortemente la portata del fenomeno.

## Cristianesimo
Nell'ambito cattolico, la masturbazione è considerata peccato grave, in quanto contraria alla morale cristiana. Tuttavia, varie cause possono mitigare la colpevolezza morale, tra cui l'immaturità del soggetto e particolari pressioni o condizioni psichiche.
Inoltre, essa è riconosciuta come atto che impoverisce l'individuo nelle sue stesse risorse fisiche e sociali, che dovrebbero invece essere donate agli altri. Un errato riferimento biblico alla masturbazione è il peccato di Onan, da cui è stato derivato il termine "onanismo". Secondo il racconto, Onan praticava invece il coitus interruptus.
Continuare la masturbazione anche dopo aver iniziato un rapporto affettivo con un'altra persona (vedi il matrimonio), toglierebbe a quella persona e alla coppia molti momenti di intimità e di gioia che invece andrebbero così perduti inutilmente per egoismo.
Uno sfogo involontario e inconsapevole del fisico, equivalente alla masturbazione, il quale può avvenire durante il sonno, viene definito polluzione. La polluzione in quanto atto involontario, secondo la dottrina cattolica non è considerato peccato.

### Storia
Nel cristianesimo, la problematica sulla masturbazione nasce esplicitamente in occidente solo a partire dal VI secolo ad opera dei centri monastici anglosassoni e celtici; Tra l'VIII e il X secolo il problema coinvolge anche le chiese orientali ponendosi come problema comune a tutte le chiese cristiane. Tuttavia il problema è ancora visto fondamentalmente come minore rispetto ad altri "peccati" di natura sessuale.
A partire dal medioevo, invece, comincia a svilupparsi nei confronti della masturbazione un atteggiamento rigido e severo; Tommaso d'Aquino lo annovera al secondo posto per gravità dopo l'omicidio come "atto che impedisce la generazione della vita".
In periodo rinascimentale fino a tutto il XIX secolo l'atteggiamento comune al cristianesimo, forte anche delle teorie scientifiche del tempo, consisteva nel considerare sempre la masturbazione come un atto grave. In questo secolo negli Stati Uniti era addirittura di uso la pratica della clitoridectomia a volte con il "tentativo" di curare la masturbazione femminile.
Nel XX secolo, tuttavia, la questione si è posta in termini più aperti e problematici; il fenomeno fondamentalmente non viene più giudicato aprioristicamente, ma inquadrato nell'esperienza personale, individuale ed intersoggettiva, diversificandone la gravità e la responsabilità a seconda che esso venga valutato come sintomo di una crescita in atto (evolutivo), come comportamento abitudinario e radicato ("condizionato") oppure come un atteggiamento mentale "profondamente negativo". In quest'ultimo caso esso, in quanto ritenuto segno esplicito di una chiusura egoistica, assume la connotazione di peccato grave.
Questa problematica è ben sintetizzata dal pensiero del teologo moderno Bernard Häring: A me sembra che la morale dovrebbe concentrare l'attenzione su quel tipo di autostimolazione che manifesta o è accompagnata da un egocentrismo che si esprime non solamente nel campo sessuale ma in tutta la vita, e che deve essere superato con la crescita morale e psicologica.

### Riflessione antropologica
Secondo l'antropologia cristiana l'uomo sarebbe creato "a immagine e somiglianza" di Dio, di un Dio visto come "amore", "dono di sé" ed "impegno per l'altro", così come si sarebbe manifestato in Gesù.
Di conseguenza, ciascuna persona sarebbe stata creata per amare e dare amore, a Dio ed agli altri. A livello della sessualità ciò si verifica in forma "santa" nell'ambito del matrimonio: lì l'atto sessuale esprimerebbe la profondità dell'amore di Cristo per la Chiesa.
In questa visione la masturbazione risulta essere un'espressione della sessualità nella quale manca l'elemento relazionale, e segna quindi un orientamento opposto a quello che Dio avrebbe posto nell'essere umano. Per queste ragioni la tradizione della Chiesa cattolica e molte altre Chiese cristiane, in particolare i movimenti pentecostali, considerano la masturbazione peccato grave.
Nella dottrina di san Tommaso d'Aquino la masturbazione è considerata un vitium contra naturam, al pari dell'omosessualità e della contraccezione nei rapporti sessuali pre e post-matrimoniali. Questa categoria grave di peccati è definita dal fatto che qualsiasi emissione di liquido seminale deve essere seguita dalla procreazione: al tempo di Tommaso non era noto il concetto di embrione come prima cellula e forma di vita umana tramite il pari contributo di uomo e donna alla formazione del DNA del nascituro, al contrario si riteneva che il seme maschile fosse il principio attivo della vita umana, che la donna si limitava ad accogliere passivamente in grembo. 

Il secondo motivo della gravità dei peccati contro natura è ricondotto al fatto che questi seguono al più grave peccato di idolatria, come manifestazione "automatica" nel corpo (senza un'azione punitiva diretta da parte di Dio) del peccato di idolatria compiuto dall'anima: l'idolatria sovverte l'ordine divino dell'anima (per cui Dio è al primo posto) e porta anche il corpo a sovvertire il proprio ordine naturale, essendo corpo e anima legati e inseparabili. La gravità deriva dall'oggetto del peccato contro natura, che è complemento dell'idolatria, peccato dei più gravi perché contro Dio.

I peccati contro natura sono intesi contro l'intera natura del creato, l'ordine datogli da Dio, e sono distinti nei testi dai vitia contra bonum hominis e dai vitia contra naturam hominis (limitati alla natura dell'uomo e non dell'intero creato).

### Valutazione morale moderna della Chiesa cattolica
Il Catechismo della Chiesa cattolica sintetizza la dottrina cattolica al n. 2352, distinguendo tra valutazione oggettiva (negativa) ed elementi soggettivi (variabili) della masturbazione.
Riguardo all'aspetto oggettivo afferma:
Per masturbazione si deve intendere l'eccitazione volontaria degli organi genitali, al fine di trarne un piacere venereo. «Sia il Magistero della Chiesa – nella linea di una tradizione costante – sia il senso morale dei fedeli hanno affermato senza esitazione che la masturbazione è un atto intrinsecamente e gravemente disordinato». «Qualunque ne sia il motivo, l'uso deliberato della facoltà sessuale al di fuori dei rapporti coniugali normali contraddice essenzialmente la sua finalità» (Congregazione per la dottrina della fede, Dichiarazione Persona humana, 9: AAS 68 (1976) 86). Il godimento sessuale vi è ricercato al di fuori della «relazione sessuale richiesta dall'ordine morale, quella che realizza, in un contesto di vero amore, l'integro senso della mutua donazione e della procreazione umana».
Da notare, quindi, che la masturbazione costituisce un grave disordine morale anche qualora fosse praticata nell'ambito del matrimonio, in quanto ne svilirebbe le finalità procreative.
L'aspetto soggettivo è presentato descrivendo una serie di possibili attenuanti a favore del singolo individuo:
Al fine di formulare un equo giudizio sulla responsabilità morale dei soggetti e per orientare l'azione pastorale, si terrà conto dell'immaturità affettiva, della forza delle abitudini contratte, dello stato d'angoscia o degli altri fattori psichici o sociali che possono attenuare, se non addirittura ridurre al minimo, la colpevolezza morale.
Molti moralisti cattolici, come Bernard Häring, tendono a sdrammatizzare il fenomeno masturbatorio se compiuto in età adolescenziale e se non si trasforma in un vizio che conduca la persona ad una chiusura egocentrica.

### Luteranesimo
Le confessioni luterane appoggiano apertamente la masturbazione come espressione positiva della sessualità.